# 엔초 프란체스콜리
엔초 프란체스콜리 우리아르테(스페인어: Enzo Francescoli Uriarte, 1961년 11월 12일 ~ )는 우루과이의 은퇴한 축구 선수로 현역 시절 포지션은 공격형 미드필더였다.

## 선수 경력
1980년 몬테비데오 원더러스에서 데뷔하였으며 1983년부터 1986년까지 리버 플레이트에서 뛰었다. 그 후 프랑스의 RC 파리와 올랭피크 드 마르세유에서 뛰었다. 1990년에는 이탈리아로 가서 칼리아리 칼초와 토리노 FC에서 활약했으며 1994년 다시 리버 플레이트로 돌아와 그곳에서 은퇴했다.
그는 우루과이 축구 국가대표팀의 일원으로서 활약하기도 했는데 72경기에 나와 15골을 넣었다. 그의 부드러운 볼터칭과 움직임은 후에 프랑스의 지네딘 지단에게 영향을 주기도 했으며, 거기에다가 지단은 그의 아들에게 '엔조'란 이름을 붙이기도 했다. 2004년 3월 FIFA 100에 선정되었다.

## 수상

#### 리버 플레이트
- 프리메라 디비시온 : 1985-86, 1994, 1996, 1997
- 코파 리베르타도레스 : 1996
- 수페르코파 수다메리카나: 1997

#### 올림피크 마르세유
- 디비시옹1 : 1989-90

#### 우루과이
- 코파 아메리카 : 1983, 1987, 1995
- 남미 청소년 선수권 : 1981

### 개인
- 코파 아메리카 MVP : 1983, 1995
- 남아메리카 올해의 선수 : 1984, 1995
- 남아메리카 올해의 팀 : 1994, 1995, 1996, 1997
- 아르헨티나 올해의 선수 : 1985, 1995
- 프리메라 디비시온 득점왕 : 1984, 1985-86, 1994
- 프랑스 올해의 용병 : 1990
- 칼리아리 칼초 명예의 전당
- 칼리아리 칼초 역대 베스트
- 월드사커 역대 선수 100인
- FIFA 100 : 2004